# 3 de 8 amb l'agulla
El 3 de 8 amb l'agulla, també anomenat tres de vuit amb el pilar al mig, és un castell de 8 pisos d'alçada i 3 castellers per pis, que en descarregar-se deixa al descobert un pilar de 6 pisos. L'estructura d'aquest castell és més oberta que la d'un 3 de 8 per tal que el pilar tingui espai a l'interior del castell. Una vegada l'enxaneta fa l'aleta al 3 i comença a baixar del castell, l'acotxador entra al pilar com a enxaneta. Com la resta de castells amb agulla, només es considera carregat quan el pilar complet resta sobre la pinya, és a dir, quan l'estructura del 3 s'ha desmuntat.
Tot i que normalment els castells amb l'agulla al mig tenen una estructura de 4 castellers per pis (com el 4 de 8 amb l'agulla o el 4 de 9 amb folre i l'agulla), també se n'han fet amb l'estructura de 3 castellers per pis (3 de 6 amb l'agulla, 3 de 7 amb l'agulla o 3 de 9 amb folre i l'agulla).

## Història
El primer cop que es va portar el 3 de 8 amb agulla a una plaça fou per part dels Castellers de Vilafranca que el van descarregar al primer intent el 29 d'octubre del 2006 a Sitges, en el marc de la 14a diada de la Colla Jove de Sitges. Aquest castell no es va repetir fins a l'any següent, el dia 15 d'agost del 2007, en què els vilafranquins el van portar a la diada de la Festa Major de la Bisbal del Penedès, on es va oferir un "suplement" econòmic per castell inèdit en aquella plaça.
El 23 d'agost del 2008, a la diada de la Festa Major del Catllar, es va descarregar dues vegades aquest castell per primera vegada en una actuació. La Colla Vella dels Xiquets de Valls el va fer per primer cop i el descarregà al primer intent, castell que al llarg de la temporada va acabar descarregant un total de quatre vegades, i, per la seva banda, els Castellers de Vilafranca van fer el seu tercer 3 de 8 amb l'agulla. Una setmana més tard, el 30 d'agost en la diada de Sant Fèlix, la Colla Vella dels Xiquets de Valls va intentar per primer cop a la història del món casteller aquesta estructura un pis més, el 3 de 9 amb folre i l'agulla.
El 28 de setembre del mateix 2008, en el marc de la Festa Major de Sant Miquel a Lleida, els Minyons de Terrassa van plantar també el seu primer 3 de 8 amb l'agulla, sent així la tercera colla en portar-lo a plaça i, també, descarregant-lo al primer intent, igual com farien els Capgrossos de Mataró un any després, a Mataró en la seva Diada de la Colla, el 8 de novembre de 2009. El 16 de novembre del 2008, en l'actuació de la trentena Diada dels Minyons de Terrassa al Raval de Montserrat de Terrassa, els Minyons carregaren el primer 3 de 9 amb folre i l'agulla de la història.
El 24 d'octubre del 2009 la Colla Jove Xiquets de Tarragona en va fer el primer i únic fet fins a l'actualitat, intentat en la 7a edició de la diada de l'Esperidió a la plaça del Rei de Tarragona. El castell va caure just quan sortien els terços del tres, tot i que l'enxaneta ja havia començat a baixar del pilar.

## Colles

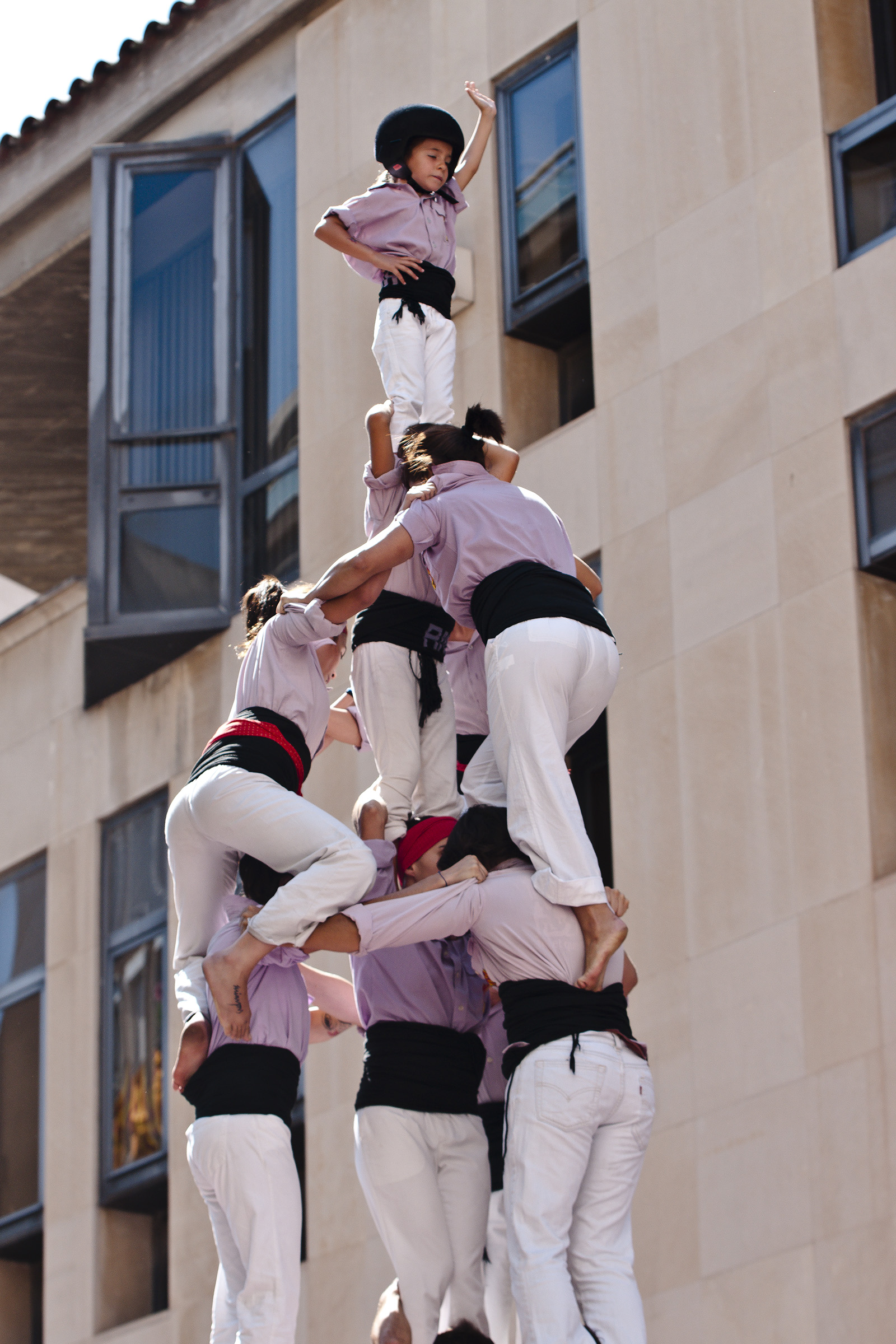
3 de 8 amb l'agulla dels Minyons de Terrassa a Manresa el 2010

### Assolit
Actualment hi ha 8 colles castelleres que han aconseguit carregar el 3 de 8 amb l'agulla, de les quals 7 l'han descarregat i 1, la Colla Joves Xiquets de Valls, que només l'ha carregat. La taula següent mostra la data, diada i plaça en què les colles el carregaren i/o descarregaren per primera vegada:
| Núm. | Colla                             | Carregat               | Diada                                                | Plaça                        | Descarregat            | Diada                                                | Plaça                        |
| ---- | --------------------------------- | ---------------------- | ---------------------------------------------------- | ---------------------------- | ---------------------- | ---------------------------------------------------- | ---------------------------- |
| 1    | Castellers de Vilafranca          | 29 d'octubre de 2006   | XIV Diada de la Colla Jove de Castellers de Sitges   | Sitges                       | 29 d'octubre de 2006   | XIV Diada de la Colla Jove de Castellers de Sitges   | Sitges                       |
| 2    | Colla Vella dels Xiquets de Valls | 23 d'agost de 2008     | Festa Major del Catllar                              | Plaça de la Vila, El Catllar | 23 d'agost de 2008     | Festa Major del Catllar                              | Plaça de la Vila, El Catllar |
| 3    | Minyons de Terrassa               | 28 de setembre de 2008 | Festa Major de Sant Miquel                           | Plaça de la Paeria, Lleida   | 28 de setembre de 2008 | Festa Major de Sant Miquel                           | Plaça de la Paeria, Lleida   |
| 4    | Colla Joves Xiquets de Valls      | 9 de novembre de 2008  | Festa Major de l'Arboç                               | L'Arboç                      | 16 de juliol de 2017   | Diada del Quadre de Santa Rosalia                    | Torredembarra                |
| 5    | Capgrossos de Mataró              | 8 de novembre de 2009  | XIV Diada dels Capgrossos de Mataró                  | Mataró                       | 8 de novembre de 2009  | XIV Diada dels Capgrossos de Mataró                  | Mataró                       |
| 6    | Colla Jove Xiquets de Tarragona   | 13 de juliol de 2014   | Diada del Quadre de Santa Rosalia                    | Torredembarra                | 13 de juliol de 2014   | Diada del Quadre de Santa Rosalia                    | Torredembarra                |
| 7    | Castellers de la Vila de Gràcia   | 24 de setembre de 2014 | Diada de la Mercè                                    | Barcelona                    | 24 de setembre de 2014 | Diada de la Mercè                                    | Barcelona                    |
| 8    | Castellers de Barcelona           | 19 d'octubre de 2014   | XII Aniversari dels Castellers de la Sagrada Família | Barcelona                    | 19 d'octubre de 2014   | XII Aniversari dels Castellers de la Sagrada Família | Barcelona                    |

## Estadística
| Resultat              |
| --------------------- |
| Descarregat (D)       |
| Carregat (C)          |
| Intent (I)            |
| Intent desmuntat (ID) |

Actualitzat el 31 de desembre de 2024

### Nombre de vegades
Fins a l'actualitat s'han fet 116 temptatives d'aquest castell entre 9 colles diferents i en 100 ocasions s'ha aconseguit descarregar. De la resta de vegades que s'ha provat, 9 cops s'ha carregat, 4 més ha quedat en intent, i 3 en intent desmuntat.
Llegenda
Assolit: descarregat + carregat
No assolit: intent + intent desmuntat
Caigudes: carregat + intent
| Castell                           | Resultats globals | Resultats globals | Resultats globals | Resultats globals | Total | Resultats secundaris | Resultats secundaris | Resultats secundaris | Resultats secundaris |
| Castell                           | D                 | C                 | I                 | ID                | Total | Assolit              | % Assolit            | No assolit           | Caigudes             |
| --------------------------------- | ----------------- | ----------------- | ----------------- | ----------------- | ----- | -------------------- | -------------------- | -------------------- | -------------------- |
| Castellers de Vilafranca          | 41                | 1                 | 1                 | 0                 | 43    | 42                   | 98%                  | 1                    | 2                    |
| Minyons de Terrassa               | 18                | 3                 | 1                 | 2                 | 24    | 21                   | 86%                  | 3                    | 4                    |
| Colla Joves Xiquets de Valls      | 17                | 5                 | 0                 | 0                 | 22    | 22                   | 100%                 | 0                    | 5                    |
| Colla Vella dels Xiquets de Valls | 11                | 0                 | 0                 | 0                 | 11    | 11                   | 100%                 | 0                    | 0                    |
| Colla Jove Xiquets de Tarragona   | 8                 | 0                 | 1                 | 0                 | 9     | 8                    | 89%                  | 1                    | 1                    |
| Capgrossos de Mataró              | 2                 | 0                 | 0                 | 1                 | 3     | 2                    | 67%                  | 1                    | 0                    |
| Castellers de la Vila de Gràcia   | 2                 | 0                 | 0                 | 0                 | 2     | 2                    | 100%                 | 0                    | 0                    |
| Castellers de Barcelona           | 1                 | 0                 | 0                 | 0                 | 1     | 1                    | 100%                 | 0                    | 0                    |
| Total                             | 100               | 9                 | 4                 | 3                 | 116   | 109                  | 94%                  | 7                    | 13                   |
| Percentatge                       | 86%               | 8%                | 3%                | 3%                | 100%  | 94%                  |                      | 6%                   | 11%                  |